# Львівська дитяча залізниця
Льві́вська дитя́ча залізни́ця  (колишня назва — Львівська дитяча залізниця імені О. П. Марченка) — виховний та освітній позашкільний заклад, місце відпочинку дітей та дорослих у Львові.

## Основна інформація
- Відкрита: 8 листопада 1951 року.
- Місце розташування: у Стрийському парку.
- Протяжність: 1,2 км (раніше 1,85 км).
- Станції: «Паркова», «Сонячна» (до 1991 року — «Комсомольська» та «Піонерська» відповідно);
до 1976 року існувала третя станція — «Дитяче містечко».
- Рухомий склад: тепловози ТУ2-087, ТУ2-136 (передана з Запоріжжя) , ТУ3-039, 4 вагони Pafawag.
- Раніше були: паровоз Кч4-027, тепловоз ТУ3-040, 4 двохвісьних пасажирських вагони, 3 вантажних вагони.
- СЦБ та зв'язок: напівавтоблокування, ключова залежність стрілок, та сигналів.
- Адреса: Україна, м. Львів, вул. Івана Франка, 156.

## Історія
Будівництво дитячої залізниці у Львові розпочалося за ініціативою управління Львівської залізниці за підтримки міської та обласної влади. Проєктуванням залізниці займався трест «Дорпроєкт» Львівської залізниці. Для зменшення обсягу будівельних робіт лінію дитячої залізниці було вирішено прокласти по насипу ширококолійної під'їзної колії станції Персенківка.
Побудована залізнична колія 1922 року, яка на початку служила для підвозу товарів, продукції до виставкових павільйонів Східних торгів. По закінченню Другої світової війни, використовувалася для постачання різної продукції військового призначення до військової частини, що була розквартирована у Стрийському парку. Після передислокації військової частини у 1950 році колія перестала експлуатуватися, і ніщо не заважало використовувати її при будівництві дитячої залізниці, але ділянку шляху, що проходить по східному кордоні парку, уздовж вулиці Понінського), здавався авторам проєкту занадто коротким для дитячої залізниці. У місці виходу під'їзної колії з парку лінія дитячої залізниці звертала з його насипу на захід і підковою йшла спершу вздовж північного, а потім вздовж західного кордонів парку. Загальна протяжність лінії складала 1,85 км.

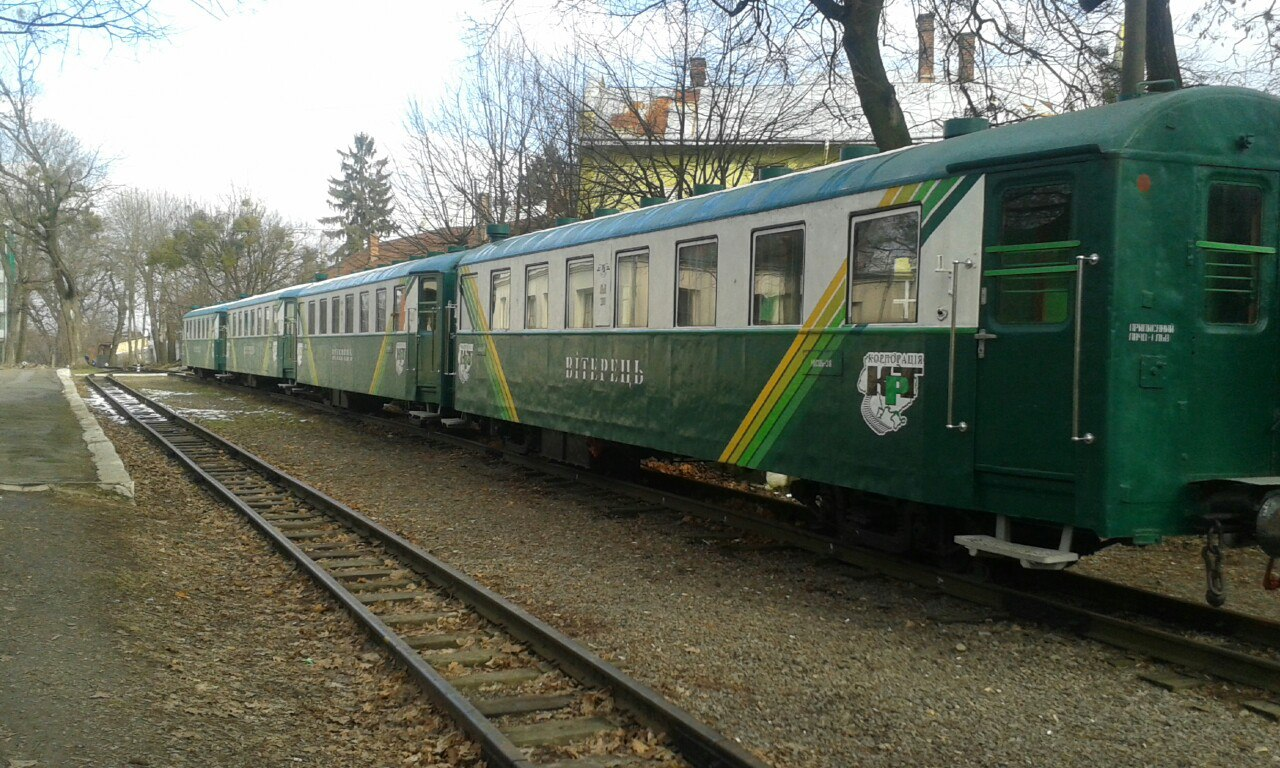
Вагони Pafawag на станції «Паркова»

Оскільки до 1918 року територія Західної України входила до складу Австро-Угорщини, при будівництві використовувався збережений з тих часів австрійський шляховий матеріал. Дотепер на станціях Львівської дитячої залізниці є можливість побачити стрілочні переводи початку ХХ століття з дуже незвичайними для наших залізниць гостряками, збірними хрестовинами і безбалансирними стрілочними верстатами.
Для регулювання руху поїздів на перегонах дитячої залізниці була змонтована електрожезлова система, яка згодом замінена на напівавтоматичне блокування. В якості сигнальних пристроїв використовувалися семафори.
На залізниці було побудовано 3 станції — «Комсомольська», «Піонерська» та «Дитяче містечко». Головна станція («Комсомольска») була споруджена на місці кінцевого пункту колишнього під'їзної колії. Навіть вдавалося використати стару польського будівництва, головну станційну будівлю. Другою кінцевою була станція «Піонерська». Проміжна станція «Дитяче містечко» мала дві колії і могла використовуватися для схрещення поїздів. У перші роки ця можливість залишалася незатребуваною: на залізниці був, не враховуючи чотирьох вантажних вагонів для господарських потреб, всього один склад з чотирьох двохосьових дерев'яних пасажирських вагонів (1927 року побудови) і паровоза КЧ4-027. Саме він і відкрив рух Львівською дитячою залізницею 8 листопада 1951 року. Трохи пізніше (коли саме — достеменно невідомо, але не пізніше 1957 роки) залізниця отримала другий паровоз — КП4-423 і кілька пасажирських вагонів. Нарешті вдалося запустити в обіг одночасно два склади. На жаль, поки не вдалося простежити долю обох паровозів. За деякими даними, вимагають уточнення, КЧ4-027 був списаний у 1960-х роках, а КП4-423 — у 1973 році.
Тривалий час рухомий склад дитячої залізниці, через відсутність депо, зберігався на вулиці, що сильно ускладнювало як навчальний процес, так і обслуговування паровозів. На початку 1960-х років на станції «Комсомольська» зведено прибудову до будівлі бібліотеки, що не належала дитячій залізниці. У ній пізніше обладнали майстерні і, мабуть, з надією на майбутнє — трьохстойлове локомотивне депо. Вже тоді велися серйозні обговорення питання поповнення локомотивного господарства дитячої залізниці.
Восени 1960 або навесні 1961 року дитячій залізниці був виділений мотовоз ТУ2М. Після ознайомлення з ним, проти нового локомотива повстали і юні залізничники, і інструктори дитячої залізниці. У газеті «Львівська правда», в рубриці «Вікно сатири Фоми протираючи», було опубліковано лист юного залізничника Леоніда Гвоздецького про те, що схожий на трактор локомотив з механічною коробкою передач («Півтора трактора», як його прозвали юні залізничники) не потрібен дитячій залізниці. До думки колективу залізниці прислухалися і мотовоз, що не зробив жодного рейсу на Львівській дитячій залізниці, був переданий на одну з промислових вузькоколійок. Замість нього у 1961 році дитяча залізниця отримала від Південно-Уральської залізниці свій перший тепловоз — ТУ2-087, який отримав вельми незвичайне оформлення, яке було розроблене за мотивами стандартної розмальовки широкої колії електровозів ВЛ8 ранніх випусків.
У 1971 році з Паневежису надійшло ще два тепловози — ТУ3-039 і ТУ3-040.

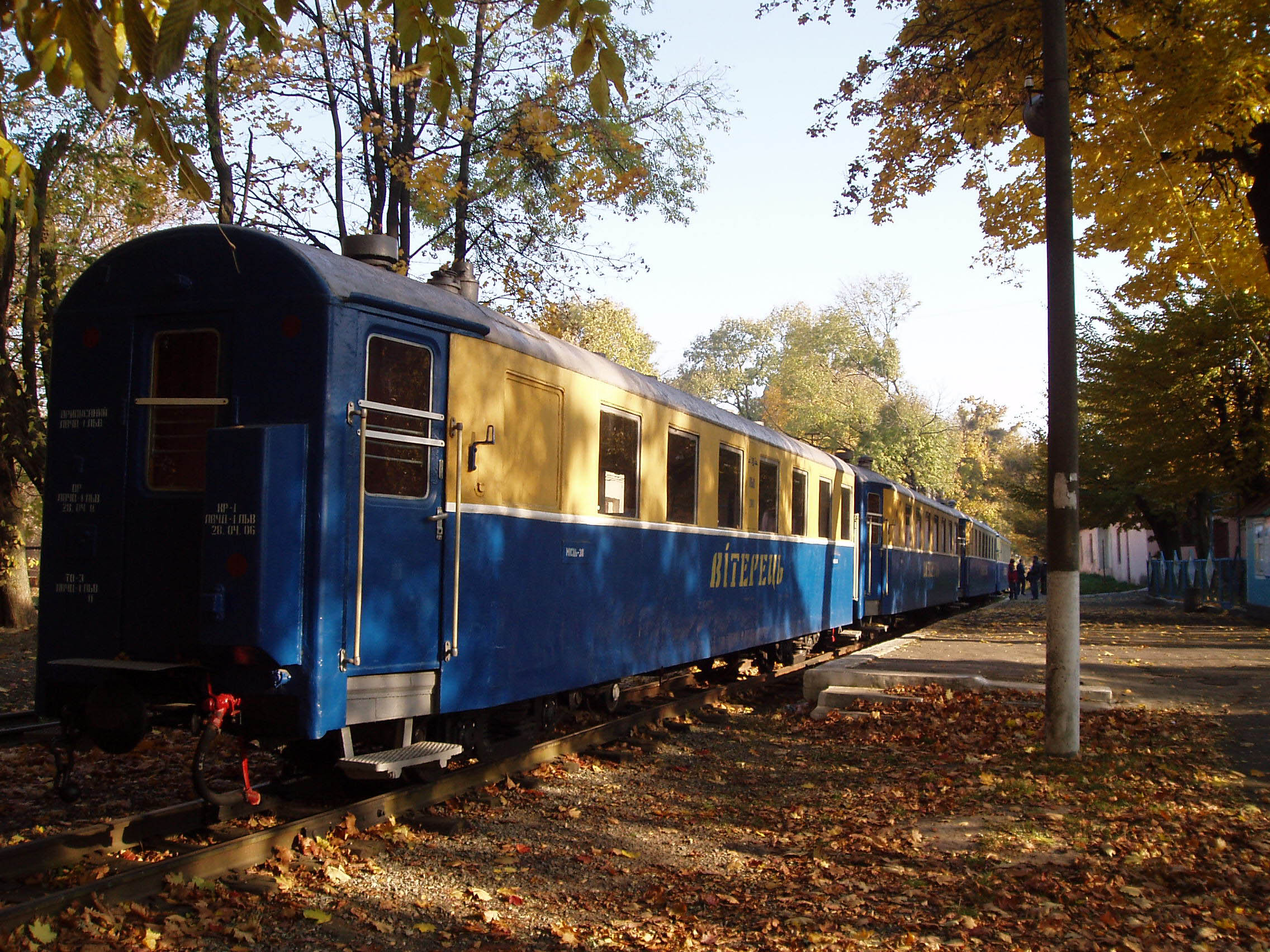
Дитячий поїзд «Вітерець»

1976 року, у зв'язку з реконструкцією вулиці Стрийської, були розібрані станція «Піонерська» та прилеглий до неї перегін. Протяжність дитячої залізниці при цьому скоротилася у півтори рази — до 1,2 км. Новою кінцевою стала станція «Дитяче містечко», яка згодом була перейменована на станцію «Піонерська». Таким чином, назва маршруту дитячої залізниці «Комсомольська — Піонерська» залишилася без змін і після скорочення залізниці. Без сумніву, можна було знайти якесь компромісне рішення, яке дозволяло і розширити вулицю, і зберегти колишню довжину дитячої залізниці. Після розширення, вулиця Стрийська проходить в десятках метрів від колишнього насипу залізниці, а з тупику станції «Сонячна» добре видно паркову алею, що йде нині по насипу. Рішення щодо скорочення протяжності дитячої залізниці було поспішним і необдуманим. В результаті один рейс поїзда Львівської дитячої залізниці тривав лише 5 хвилин.
Наявність трьох тепловозів і восьми вагонів Pafawag, отриманих у 1970 році замість старих дерев'яних, знову дозволило запустити у рейс одразу два рухомих склади потягу — «Орлятко» і «Вітерець», що тривало це не дуже тривалий час.
Подальше спрощення роботи дитячої залізниці торкнулося організації руху поїздів. У середині 1980-х років на дитячій залізниці спробували відмовитися від виконання маневрів на кінцевих станціях. Для цього до складу з обох кінців причіплювати по тепловозу ТУ3. Від станції «Комсомольська» до станції «Піонерська» поїзд вів один локомотив, а у зворотний бік — інший. Чим було зумовлене таке дивне рішення з'ясувати не вдалося. Оскільки маневрова робота по обгону локомотива на кінцевій станції — одна з невід'ємних складових навчального процесу — тепер стала не потрібна, довелося шукати їй заміну. Поїзд прибував на один шлях станції «Піонерська», а після висадки пасажирів переставляти на інший, де і проходила посадка на зворотній рейс. Маневри виконувалися під заборонний сигнал вихідного світлофора з дотриманням всієї процедури, передбаченої правилами. Незабаром від такої організації руху відмовилися.
Після розпаду СРСР станції «Комсомольська» та «Піонерська» дитячої залізниці були перейменовані і отримали назви «Паркова» та «Сонячна» відповідно.
У 1998 році тепловоз ТУ3-040 списали, і на теперішній час ТУ3-039 залишився єдиним на території колишнього СРСР тепловозом цієї серії, на момент 2023 ТУ3-039 є недійсним про те це може змінитись. Усвідомлюючи унікальність цієї машини, керівництво дитячої залізниці приділяє особливу увагу її збереженню. В останні роки ТУ3-039 використовувався лише в особливих випадках — у свята і спецзамовлення. В основному ж для водіння поїздів використовувався ТУ2-087.
При всій своїй схожості на інші дитячі залізниці, Львівська має і свої особливості. Як і багато інших дитячих залізниць, Львівська періодично піддається набігам вандалів. Для зменшення завданої ними шкоди щодня по закінченні робочого дня лінзи всіх світлофорів зачиняються на колодку міцними металевими щитами. Є свої особливості і в колійному господарстві.

Станція «Паркова»
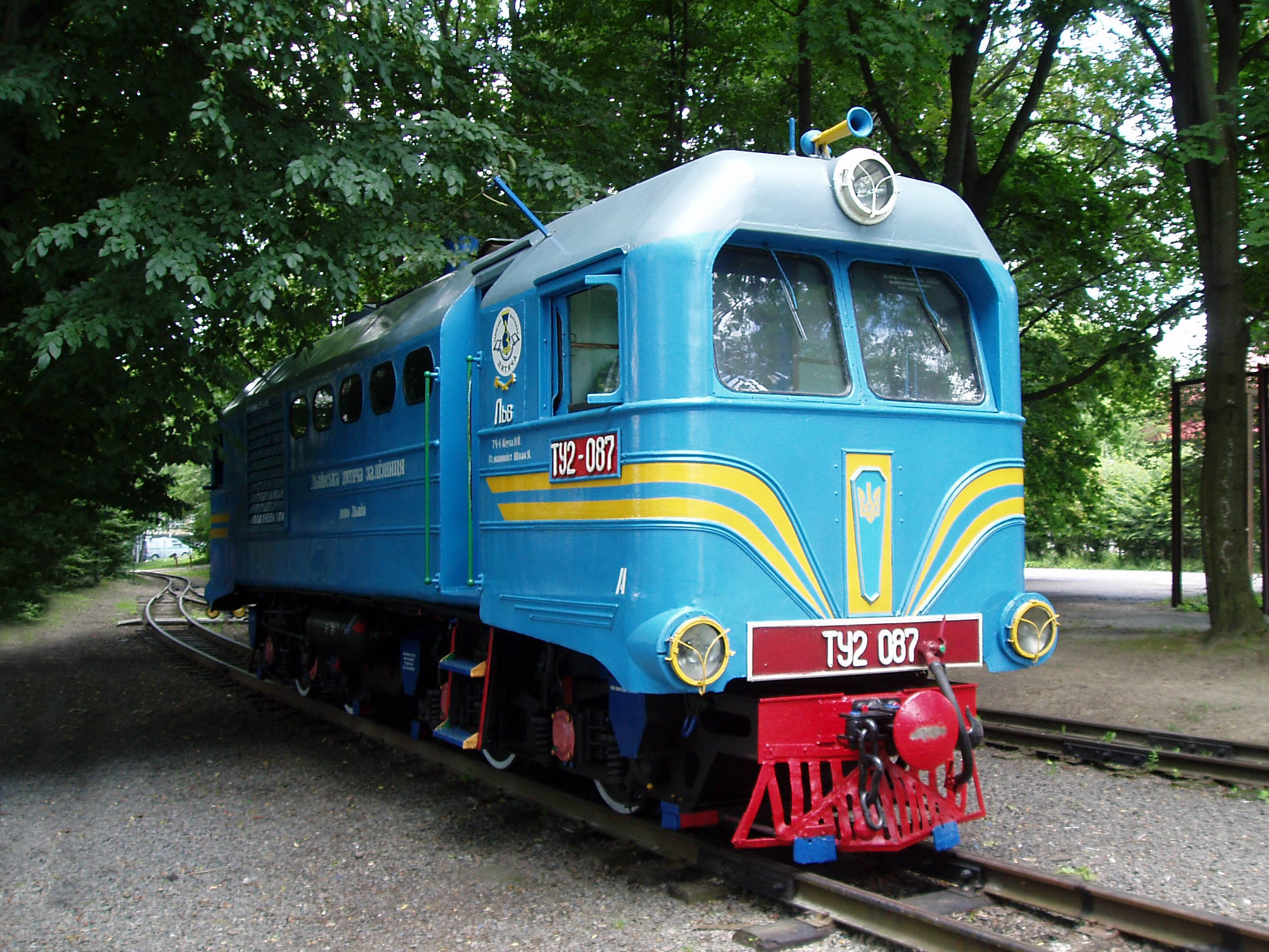
ТУ2-087
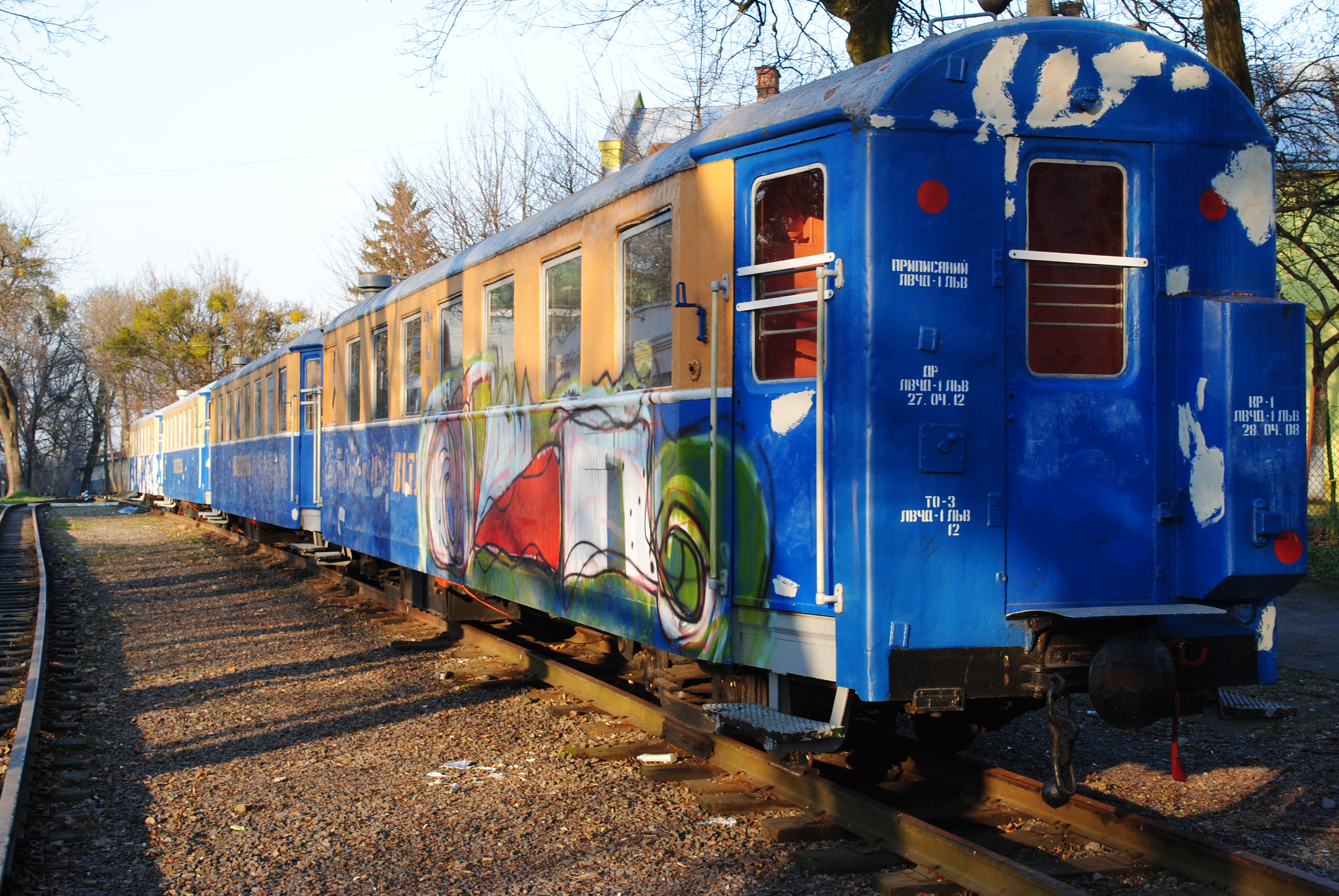
Потяг «Вітерець»
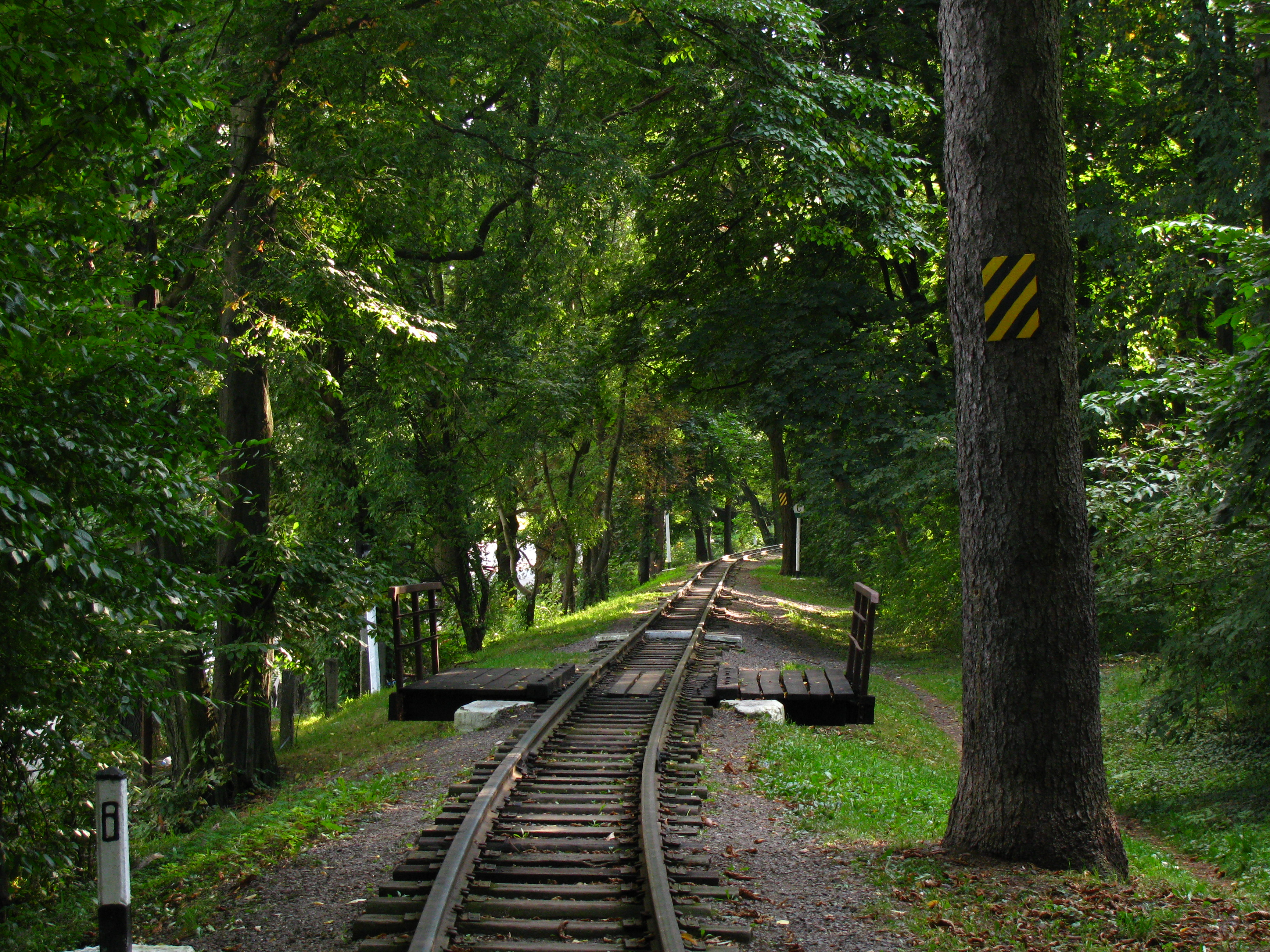
Колія в Стрийському парку
Станція "Сонячна"

У 2001 році вирішено посилити колії в кривій перед станцією «Сонячна». Для цього поклали рейки типу Р43, але через різницю
по висоті профілю рейок і Р24 в місцях переходу з рейок одного типу на інший потрібно вживати особливих заходів для вирівнювання стику. Замість застосування підкладок потрібної товщини під підошвою рейки шляховики використовували абсолютно несподівану технологію: на головки рейок Р24 перед стиками були наварені підйоми довжиною 15-20 см, при їх проходженні в усьому складі відчувається помітний поштовх.
Незвичне також і ставлення інструкторського персоналу дитячої залізниці до розфарбування тепловозів. Найхимернішим чином тут поєднуються досить сувора і акуратна кольорографічні схема розмальовки та пофарбовані у дрібну різнокольорову крапочку «а ля мухомор» буфери, повітрозабірники, вихлопні труби і навіть огорожі механізмів в машинному відділенні. Втім, все це анітрохи не применшує переваг Львівської дитячої залізниці, а лише створює її своєрідність.
За роки свого існування Львівська дитяча залізниця виховала понад 30 тисяч юних залізничників.

## Сьогодення
На теперешній час дитячу залізницю відвідує понад 600 юних залізничників зі шкіл міста Львова та Львівської області. Тут вони займаються у гуртку "Юний залізничник", де вивчають основи цієї професії.  Дитяча залізниця проводить виховну й освітню діяльність для всіх охочих дітей віком від 10 до 17 років.
Заняття проводять п'ятеро досвідчених керівників гуртків. Наразі на Львівській дитячій залізниці діє 5 змін:
- 1 зміна — організація руху потягів
- 2 зміна — локомотивне господарство
- 3 зміна — вагонне господарство
- 4 зміна — колійне господарство
- 5 зміна — СЦБ і зв'язок.

## Розклад роботи

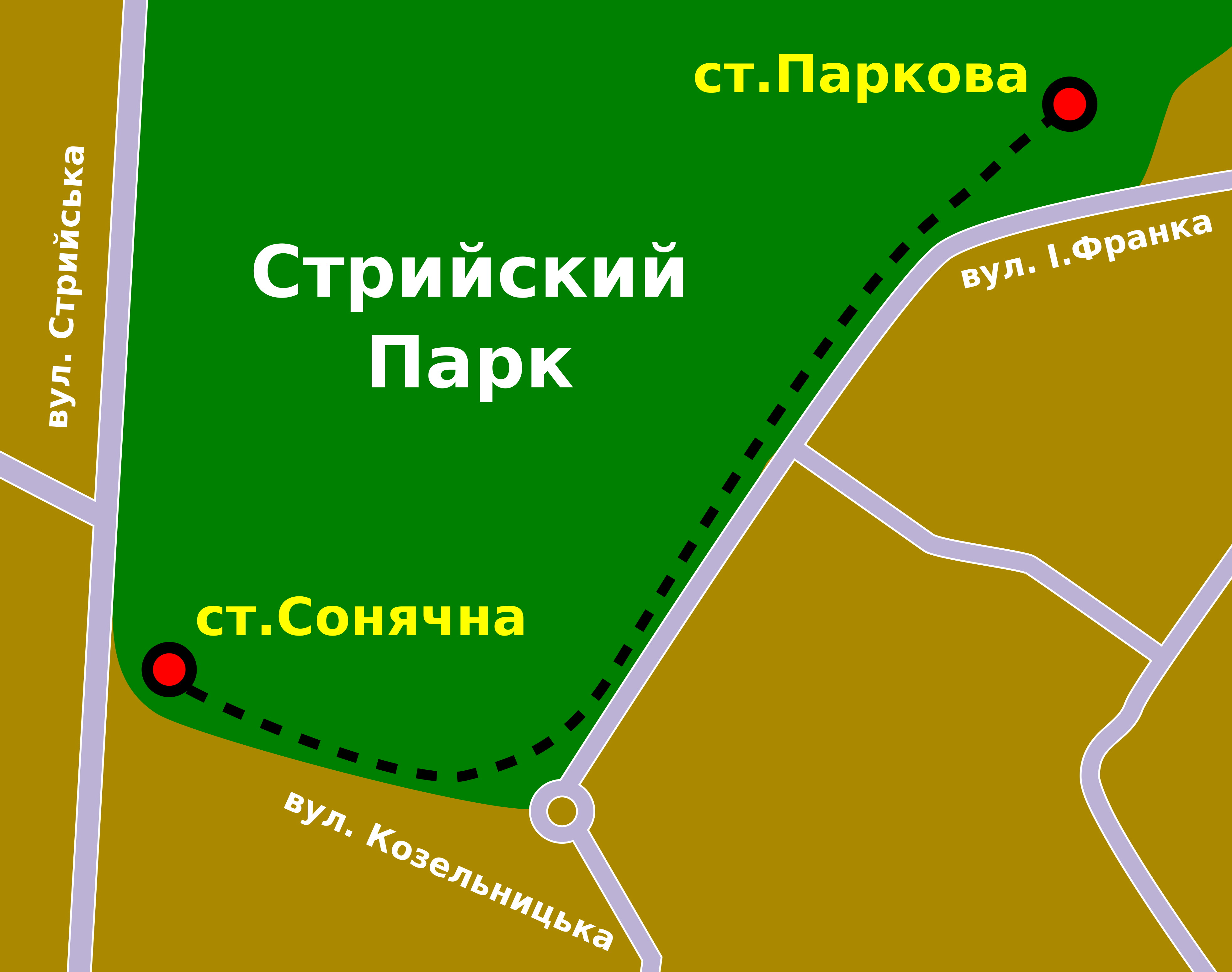
Схема Львівської дитячої залізниці

Львівська дитяча залізниця працює з початку травня по кінець вересня. У літні місяці рух здійснюється щосуботи, щонеділі та у святкові дні. У разі несприятливих погодних умов рух може скасовуватись.
Станом на вересень 2024 року, у вихідні дні за розкладом виконувалося 12 рейсів. Квиток для дорослих в одну сторону коштує 50 ₴, для дітей — 25 ₴. 
| Розклад руху поїзда станом на 2024 рік |                       |              |                       |
| Номер Поїзда | Від станції «Паркова» | Номер Поїзда | Від станції «Сонячна» |
| 201 | 11:00                 | 202          | 11:15                 |
| 203 | 11:30                 | 204          | 11:15                 |
| 205 | 12:00                 | 206          | 12:15                 |
| 207 | 12:30                 | 208          | 12:45                 |
| 209 | 13:00                 | 210          | 13:15                 |
| 211 | 13:30                 | 212          | 13:45                 |
| Обідня перерва |                       |              |                       |
| 213 | 15:00                 | 214          | 15:15                 |
| 215 | 15:30                 | 216          | 15:45                 |
| 217 | 16:00                 | 218          | 16:15                 |
| 219 | 16:30                 | 220          | 16:45                 |
| 221 | 17:00                 | 222          | 17:15                 |
| 223 | 17:30                 | 224          | 17:45                 |
| Рух потягів здійснюється по суботам та неділях з 11:00 до 17:45. З червня по серпень додатково по п'ятницям з 12:00 до 16:45. При настанні повітряної тривоги та несприятливих погодних умов (дощ, буря) рух поїздів не здійснюється. |                       |              |                       |